# 安養寺 (江戸川区東瑞江)
安養寺（あんようじ）は、東京都江戸川区にある浄土宗の寺院。旧本山は浄興寺。

## 概要
1567年（永禄10年）、栄三によって開山された。
当寺には閻魔像があり、「こんにゃく閻魔」として知られている。歯や眼に疾患を持つ患者の信仰を集めており、毎月16日に好物とされるコンニャクを供えて参拝するという。

## 交通アクセス
- 瑞江駅より徒歩12分（経路案内）。

## 関連文献
- 「下鎌田村 安養寺」『新編武蔵風土記稿』 巻ノ29葛飾郡ノ10、内務省地理局、1884年6月。NDLJP:763979/65。